# Торо світлочеревий
То́ро світлочеревий (Phyllastrephus cerviniventris) — вид горобцеподібних птахів родини бюльбюлевих (Pycnonotidae). Мешкає в Східній і Центральній Африці.

## Підвиди
Виділяють два підвиди:
- P. c. schoutedeni Prigogine, 1969 — від центральної Кенії до центрального Мозамбіку, Замбії і східної Анголи;
- P. c. cerviniventris Shelley, 1894 — Катанга (південний схід ДР Конго).

## Поширення і екологія
Світлочереві торо живуть в чагарникових заростях, рівнинних і заболочених тропічних лісах.